# Língua betoi
O Betoi é uma língua isolada da Venezuela.